# Unione Sportiva Gladiator 2002-2003
Questa pagina raccoglie le informazioni riguardanti l'Unione Sportiva Gladiator nelle competizioni ufficiali della stagione 2002-2003.

## Rosa
Fonte.
| N. |                     | Ruolo | Calciatore          |
| -- | ------------------- | ----- | ------------------- |
|    | Italia (bandiera)   | P     | Andrea D'Angiolella |
|    | Italia (bandiera)   | P     | Vincenzo Di Muro    |
|    | Italia (bandiera)   | P     | Danilo Paduano      |
|    | Italia (bandiera)   | P     | Francesco Verde     |
|    | Italia (bandiera)   | D     | Gaetano Avolio      |
|    | Italia (bandiera)   | D     | Salvatore Cinque    |
|    | Italia (bandiera)   | D     | Michele Cunti       |
|    | Italia (bandiera)   | D     | Antonio D'Onghia    |
|    | Italia (bandiera)   | D     | Raffaele Del Sorbo  |
|    | Italia (bandiera)   | D     | Andrea Martino      |
|    | Italia (bandiera)   | D     | Ferdinando Salvati  |
|    | Italia (bandiera)   | D     | Gennaro Tessitore   |
|    | Svizzera (bandiera) | D     | Paolo Ziliani       |
|    | Italia (bandiera)   | C     | Gerardo Alfano      |
|    | Italia (bandiera)   | C     | Luigi Artiaco       |
|    | Italia (bandiera)   | C     | Pasquale Bovienzo   |
|    | Italia (bandiera)   | C     | Vincenzo Collina    |
|    | Italia (bandiera)   | C     | Emiliano De Juliis  |

| N. |                   | Ruolo | Calciatore          |
| -- | ----------------- | ----- | ------------------- |
|    | Italia (bandiera) | C     | Sergio Dell'Aquila  |
|    | Italia (bandiera) | C     | Dino Giannascoli    |
|    | Italia (bandiera) | C     | Giuseppe Granozi    |
|    | Italia (bandiera) | C     | Pasquale Ottobre    |
|    | Italia (bandiera) | C     | Manuel Pierleoni    |
|    | Italia (bandiera) | C     | Diego Russo         |
|    | Italia (bandiera) | C     | Raffaele Scala      |
|    | Italia (bandiera) | C     | Francesco Scarpa    |
|    | Italia (bandiera) | C     | Manuel Viviani      |
|    | Italia (bandiera) | A     | Saverio Ancona      |
|    | Italia (bandiera) | A     | Francesco Cappiello |
|    | Italia (bandiera) | A     | Pasquale Carotenuto |
|    | Italia (bandiera) | A     | Vincenzo Di Maio    |
|    | Italia (bandiera) | A     | Alessio Galantucci  |
|    | Italia (bandiera) | A     | Rosario Majella     |
|    | Italia (bandiera) | A     | Gaetano Poziello    |
|    | Italia (bandiera) | A     | Gaetano Romano      |

## Risultati

### Campionato

#### Girone di andata
| 1º settembre 2002 1ª giornata | Gladiator | 2 – 0 | Lodigiani |  |

| 8 settembre 2002 2ª giornata | Fidelis Andria | 1 – 1 | Gladiator |  |

| 15 settembre 2002 3ª giornata | Tivoli | 2 – 1 | Gladiator |  |

| 22 settembre 2002 4ª giornata | Gladiator | 3 – 0 | Olbia |  |

| 29 settembre 2002 5ª giornata | Giugliano | 0 – 0 | Gladiator |  |

| 6 ottobre 2002 6ª giornata | Gladiator | 0 – 0 | Catanzaro |  |

| 13 ottobre 2002 7ª giornata | Nocerina | 1 – 0 | Gladiator |  |

| 20 ottobre 2002 8ª giornata | Gladiator | 4 – 1 | Gela J.T. |  |

| 27 ottobre 2002 9ª giornata | Latina | 3 – 0 | Gladiator |  |

| 3 novembre 2002 10ª giornata | Gladiator | 1 – 2 | Brindisi |  |

| 10 novembre 2002 11ª giornata | Puteolana | 0 – 2 | Gladiator |  |

| 17 novembre 2002 12ª giornata | Gladiator | 0 – 1 | Acireale |  |

| 24 novembre 2002 13ª giornata | Foggia | 2 – 1 | Gladiator |  |

| 1º dicembre 2002 14ª giornata | Gladiator | 1 – 3 | Igea Virtus |  |

| 8 dicembre 2002 15ª giornata | Ragusa | 1 – 1 | Gladiator |  |

| 15 dicembre 2002 16ª giornata | Gladiator | 0 – 1 | Frosinone |  |

| 22 dicembre 2002 17ª giornata | Palmese | 2 – 2 | Gladiator |  |

#### Girone di ritorno
| 5 gennaio 2003 18ª giornata | Lodigiani | 2 – 2 | Gladiator |  |

| 12 gennaio 2003 19ª giornata | Gladiator | 1 – 0 | Fidelis Andria |  |

| 19 gennaio 2003 20ª giornata | Gladiator | 1 – 0 | Tivoli |  |

| 26 gennaio 2003 21ª giornata | Olbia | 3 – 0 | Gladiator |  |

| 2 febbraio 2003 22ª giornata | Gladiator | 3 – 1 | Giugliano |  |

| 16 febbraio 2003 23ª giornata | Catanzaro | 2 – 1 | Gladiator |  |

| 23 febbraio 2003 24ª giornata | Gladiator | 1 – 0 | Nocerina |  |

| 2 marzo 2003 25ª giornata | Gela J.T. | 0 – 2 | Gladiator |  |

| 9 marzo 2003 26ª giornata | Gladiator | 2 – 0 | Latina |  |

| 16 marzo 2003 27ª giornata | Brindisi | 1 – 1 | Gladiator |  |

| 30 marzo 2003 28ª giornata | Gladiator | 2 – 1 | Puteolana |  |

| 6 aprile 2003 29ª giornata | Acireale | 2 – 1 | Gladiator |  |

| 13 aprile 2003 30ª giornata | Gladiator | 0 – 2 | Foggia |  |

| 19 aprile 2003 31ª giornata | Igea Virtus | 1 – 1 | Gladiator |  |

| 27 aprile 2003 32ª giornata | Gladiator | 3 – 0 | Ragusa |  |

| 4 maggio 2003 33ª giornata | Frosinone | 3 – 1 | Gladiator |  |

| 11 maggio 2003 34ª giornata | Gladiator | 4 – 3 | Palmese |  |